# Siklósnagyfalu
Siklósnagyfalu é um município da Hungria, situado no condado de Baranya. Tem 9,09 km² de área e sua população em 2019 foi estimada em 417 habitantes.